# مایکل جی. کریشه
مایکل جی. کریشه (انگلیسی: Michael J. Krische؛ زادهٔ ۱۶ سپتامبر ۱۹۶۶) دانشمند در زمینه شیمی اهل ایالات متحده آمریکا است.